# Joselu Moreno
José Luis Moreno Barroso (Cartaya, España, 3 de marzo de 1991), conocido como Joselu, es un exfutbolista español que jugaba como delantero. Es hermano del también futbolista Simón Moreno.

## Trayectoria
Formado en la cantera del Agrupación Deportiva Cartaya, debutó en el primer equipo del Villarreal Club de Fútbol en 2011. Esa misma temporada también hizo su debut en la Liga de Campeones contra el Manchester City. En la temporada 2012-13 marchó cedido al Córdoba Club de Fútbol. 
La siguiente campaña fichó por el Recreativo de Huelva, pasando en el mercado de invierno de 2015 al Real Club Deportivo Mallorca. Posteriormente jugó para el Club Deportivo Lugo después de firmar contrato el 28 de agosto de 2015, ganando en la temporada siguiente el Trofeo Pichichi de Segunda División con 23 goles. Fichó por el Granada Club de Futbol. Luego pasó por el Real Oviedo y el Club Deportivo Tenerife, regresando a Lugo en agosto de 2021 en forma de cesión. Al inicio de la siguiente temporada rescindió su contrato con la entidad tinerfeña y en enero de 2023 inició su tercera etapa en Lugo. Allí vivió los últimos meses de su carrera y en febrero de 2024 anunció su retirada por culpa de las lesiones.

## Clubes
| Club                       | País   | Año       |
| -------------------------- | ------ | --------- |
| Villarreal C. F. "C"       | España | 2009-2010 |
| Villarreal C. F. "B"       | España | 2010-2012 |
| Villarreal C. F.           | España | 2012      |
| Córdoba C. F.              | España | 2012-2013 |
| R. C. Recreativo de Huelva | España | 2013-2015 |
| R. C. D. Mallorca          | España | 2015      |
| C. D. Lugo                 | España | 2015-2017 |
| Granada C. F.              | España | 2017-2018 |
| Real Oviedo                | España | 2018-2020 |
| C. D. Tenerife             | España | 2020-2021 |
| C. D. Lugo                 | España | 2021-2022 |
| C. D. Lugo                 | España | 2023      |